# 方濟嘉布遣會

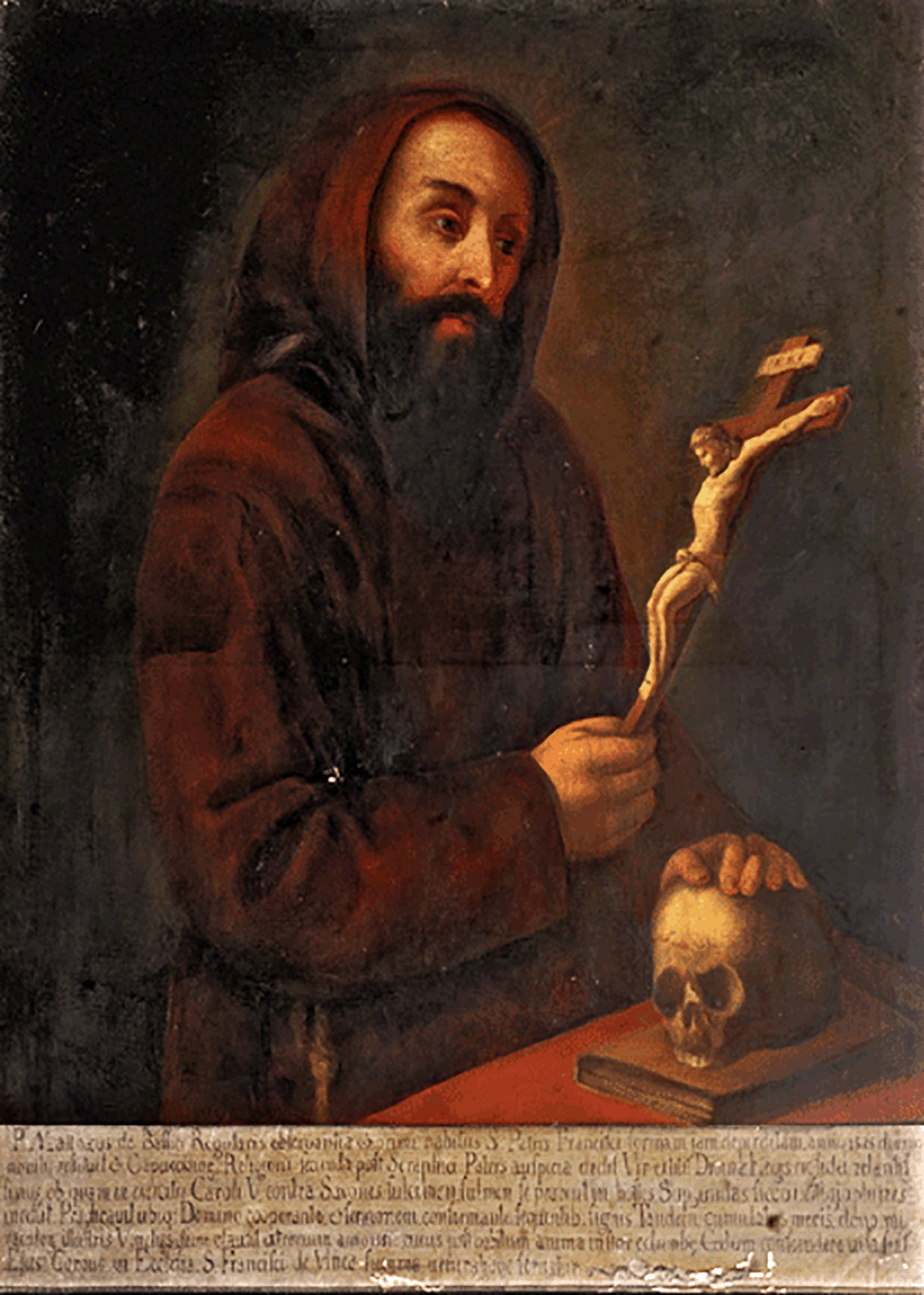
马泰奥·巴西（Matteo Bassi：1495年至1552年），是方濟嘉布遣會的創始人之一

嘉布遣小兄弟會（拉丁語：Ordo Fratrum Minorum Capuccinorum，勳銜为OFMCap）或稱方濟嘉布遣會，是天主教之男修會。修會為方濟會第一会之分支修會，成立於1520年。

## 外部連結
- 方濟嘉布遣會官方網站 （页面存档备份，存于）
- Capuchins in Canada - Mary, Mother of the Good Shepherd Province （页面存档备份，存于）, official website
- Capuchins of Ireland - Province of St. Patrick and St. Francis, official website

1. ↑  .   [2022-02-15]. （原始内容存档于2022-04-05）.